# Ficus pyriformis
Ficus pyriformis är en mullbärsväxtart som beskrevs av William Jackson Hooker och Arn.. Ficus pyriformis ingår i släktet fikonsläktet, och familjen mullbärsväxter. Utöver nominatformen finns också underarten F. p. hirtinervis.